# Verdrag van Ankara
Het Verdrag van Ankara (ook wel de Franklin-Bouillon-overeenkomst of het Frans-Turks Akkoord van Ankara genoemd) werd op 20 oktober 1921 gesloten tussen Frankrijk en de Turkse revolutionairen die zich verzetten tegen de opdeling van het Ottomaanse Rijk na de Eerste Wereldoorlog. Namens Frankrijk tekende de diplomaat Henri Franklin-Bouillon en de Turken lieten zich vertegenwoordigen door Yusuf Kemal Bey.
Met dit verdrag onderkenden de Fransen het eind van de Cilicische oorlog in ruil voor economische concessies van Turkije. De Turken erkenden het Franse mandaat over Syrië.